# Lepidium persicum
Lepidium persicum är en korsblommig växtart som beskrevs av Pierre Edmond Boissier. Lepidium persicum ingår i släktet krassingar, och familjen korsblommiga växter.

## Underarter
Arten delas in i följande underarter:
- L. p. arianum
- L. p. macrocarpum
- L. p. persicum
- L. p. trifidum